# Դ
La Դ, minuscolo դ, è la quarta lettera dell'alfabeto armeno. Il suo nome è դա, da (armeno classico e orientale: [dɑ], armeno occidentale: [tʰɑ]).
Rappresenta foneticamente:
- in armeno orientale la consonante occlusiva alveolare sonora [d][1]
- in armeno occidentale la consonante occlusiva alveolare sorda aspirata [tʰ].

## Codici
- Unicode:
  - Maiuscola Դ : U+0534
  - Minuscola դ : U+0564